# Iwan IV Groźny

Iwan Groźny na obrazie Aleksandra Litowczenki

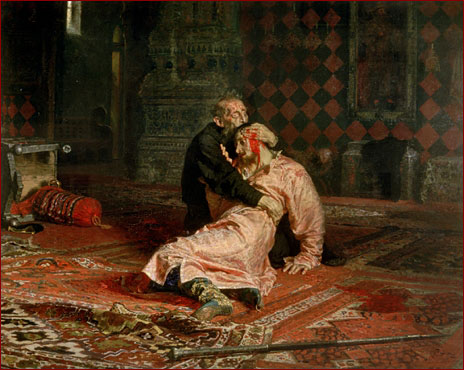
Ilja Riepin, Car Iwan Groźny i jego syn Iwan 16 listopada 1581 roku

Iwan IV Groźny (ros. Иван IV Васильевич trb. Iwan IV Wasiljewicz lub Иван Грозный trb. Iwan Groznyj; ur. 15?/25 sierpnia 1530 w Kołomienskoje, zm. 8?/18 marca 1584) – car Rosji z dynastii Rurykowiczów, syn Wasyla III i Heleny Glińskiej.
Od 13 grudnia (3 grudnia starego stylu) 1533 wielki książę moskiewski, car „Wszechrusi” w latach 1547–1584. Był pierwszym władcą Rosji, który koronował się na cara 16 stycznia 1547 (tytuł ten nie był uznawany w Rzeczypospolitej).
Iwan Groźny był odpowiedzialny za zwołanie Soboru Ziemskiego i wprowadzenie sudiebnika w 1550 r. Wdrożono reformy sądownictwa i zarządzania, w tym elementy samorządu lokalnego (reformy ziemskie, wojewódzkie i inne). Po zdradzie księcia Kurbskiego wprowadzono opriczninę. Iwan IV po raz pierwszy nawiązał stosunki handlowe z Anglią (1553) i Holandią oraz założył pierwszą drukarnię w Moskwie. Podbił Chanat Kazański (1552) i Astrachański (1556). W latach 1558–1583 toczyła się wojna w Inflantach nad Morzem Bałtyckim i walki z protektoratem krymskiego chana Dewleta Gireja. Po wygraniu bitwy pod Molodinem w 1572 r. państwo moskiewskie skonsolidowało prawa do chanatów kazańskich i astrachańskich oraz przystąpiło do podboju chanatu syberyjskiego w 1581 r.

## Życiorys
Iwan IV rządy osobiste objął w wieku szesnastu lat. W 1555 r. przeprowadził gruntowną reformę systemu prawnego państwa i usprawnił jego administrację. Ofiarami tej reformy byli bojarzy, którzy zostali wysiedleni na wyznaczone tereny zwane ziemszczyzną i byli prześladowani.
Prowadził niezwykle agresywną politykę wobec swoich sąsiadów. W 1552 zaatakował i zaanektował Chanat Kazański. W 1554 roku zmusił inflancką gałąź zakonu krzyżackiego do płacenia trybutu z Dorpatu. W tym samym roku pokonał Chanat Astrachański. Uderzył w 1558 roku na państwo krzyżackie w Inflantach, zdobywając Dorpat i Narwę, rozpoczynając wojnę litewsko-rosyjską i tym samym wojny inflanckie. W 1559 roku uderzył na Rygę. Kontynuował ekspansję Rosji na wschodnie ziemie Wielkiego Księstwa Litewskiego. W czasie wojny litewsko-rosyjskiej 1558–1570 został pokonany przez wojska polskie pod Newlem, jednak zdobył w 1563 roku Połock i rozkazał utopić w Dźwinie wszystkich tamtejszych Żydów. W 1564 roku jego wojska zostały pokonane przez hetmana Grzegorza Chodkiewicza w bitwie pod Czaśnikami, a następnie pod Orszą. W 1570 roku jego pełnomocnicy podpisali pokój w Szczecinie, który dał Iwanowi pole do dalszej ekspansji kosztem Wielkiego Księstwa Litewskiego. Zagrożenie ze strony Iwana IV i porażki ponoszone w starciach z nim uświadomiły Litwinom konieczność bliższego związku z Polską, w wyniku czego została w 1569 roku zawarta unia lubelska. Od jesieni 1575 na jedenaście miesięcy uczynił formalnym carem Symieona Biekbułatowicza, chana kasymskiego.
W 1575 roku Iwan IV ponownie zaatakował Inflanty, zdobywając Salis i Parnawę. W lipcu 1577 roku poprzez uderzenie na Rewel doprowadził do wybuchu I wojny polsko-rosyjskiej (1577-1582). Wojska moskiewskie zdobyły wszystkie zamki w Inflantach (oprócz Rygi), a po zdobyciu Gulbene dokonały rzezi ludności. W ciągu następnego roku duża część zamków została odzyskana, a wojska Iwana pokonane pod zamkiem Kieś. W 1579 inicjatywę przejęły wojska polskie, zdobywając ważną twierdzę Połock, a w 1580 roku Wielkie Łuki. Po oblężeniu przez Polaków twierdzy Psków i ataku Szwedów w roku 1582 Iwan zawarł na 10 lat rozejm w Jamie Zapolskim z królem Polski Stefanem Batorym, kończąc wojnę o Inflanty. Doprowadził też do nawiązania kontaktów handlowych z Anglią.
Iwan IV zasłynął swoim okrucieństwem. Począwszy od 1560 roku z jego rozkazu stracono tysiące ludzi; w 1581 roku w napadzie szału zamordował drugiego syna, Iwana. Czynami tymi zapracował na przydomek „Groźny”. Brutalne czyny Iwana Groźnego według niektórych badaczy miały wynikać z tego, że car cierpiał na syfilis. Po śmierci Iwana IV tron objął jego trzeci syn, Fiodor I.
Iwan IV był władcą o rozległych zainteresowaniach intelektualnych. Sięgał po pióro, i to nie tylko tocząc polemiki ze swymi przeciwnikami. Przypisuje mu się autorstwo utworów liturgicznych i udział w redagowaniu kronik. Iwan IV wspierał rozwój sztuki, zwłaszcza architektury i malarstwa. W okresie jego rządów pojawił się w państwie moskiewskim druk. Był siedmiokrotnie żonaty; trzy z jego żon zmarły za jego życia, z trzema się rozwiódł, ostatnia, Maria Nagoj, przeżyła go.
Iwan IV doprowadził swoją represyjną polityką do politycznego, gospodarczego i społecznego kryzysu państwa. W 1565 roku wprowadził opriczninę, czyli policję, odpowiedzialną za liczne masakry ludności i rabunki (patrz: masakra nowogrodzka w 1570); zlikwidował ją w 1572 roku, widząc, że wymknęła mu się spod kontroli. Rezultatem działania opriczniny była śmierć ok. 100 tys. ludzi. Do jego niewątpliwych zasług należy reforma armii na wzór zachodni i utworzenie zbioru praw, tzw. Sudiebnik Carski. W czasie elekcji 1573 roku został wysunięty na kandydata do tronu polskiego.
Zmarł w 1584 roku podczas rozgrywania partii szachów, co zostało udokumentowane przez przebywającego wówczas w Moskwie posła angielskiego. Wydarzenie to zostało również przedstawione w literaturze (przez Aleksieja Konstantinowicza Tołstoja, Śmierć Iwana Groźnego i W.I. Kostyliewa, Iwan Groźny) oraz w malarstwie (obrazy przedstawiające śmierć Iwana IV przy szachach namalowali Konstantin Makowski i P.P. Gnedin). Iwan spoczywa w Soborze św. Michała Archanioła w Moskwie.

## Relacje prywatne Iwana IV Groźnego
Krótko po koronacji na cara rozpoczął poszukiwania małżonki. Po wystawnym rytuale wyboru nowej carowej na tronie przy Iwanie zasiadła Anastazja Romanowna Zacharyna. Po 13 latach udany związek przerwała śmierć Anastazji w 1560 roku, kiedy podczas kłótni z doradcami dostała ataku apopleksji. Zostawiła sześcioro dzieci.

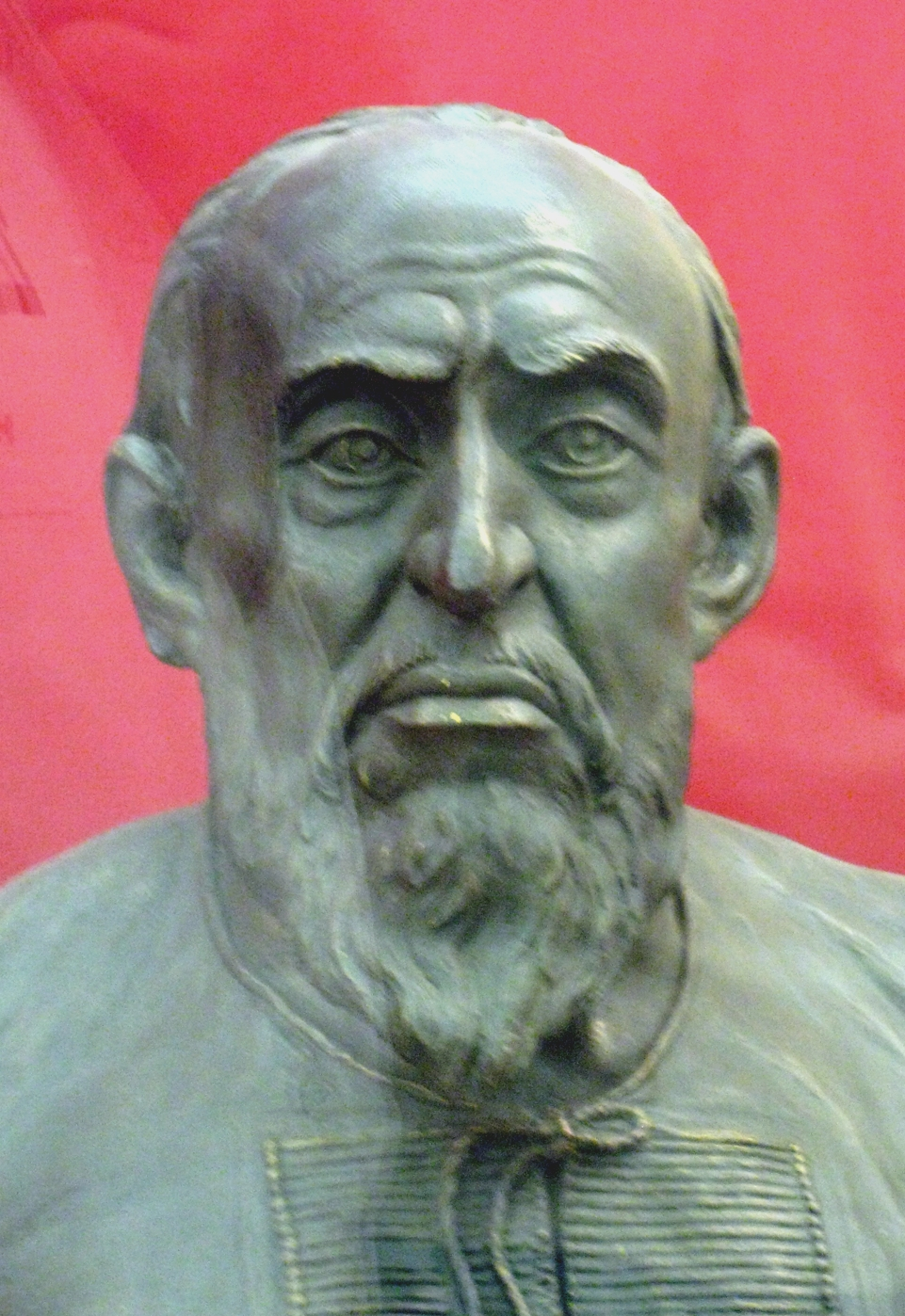
Rekonstrukcja twarzy Iwana Groźnego na podstawie czaszki wykonana metodą profesora Michaiła Gierasimowa

Podejrzewając bojarów o zdrady, Iwan zaczął prowadzić z nimi otwartą wojnę. Sam szukał pociechy przy Marii Tiemigriukownej, która niedługo potem została jego żoną. Małżeństwo to nie było jednak udane. Mąż traktował Marię jedynie jako obiekt spełniania swoich potrzeb cielesnych. Zmarła w 1569 roku.
Z czasem wybranką Iwana IV została Marfa Sobakina. Niespodziewanie jednak zmarła dwa tygodnie później. Śmierć Marfy zmieniła Iwana. Zaczął podejrzewać o nielojalność opryczników.
W 1572 roku zgodzono się na kolejny związek Iwana IV. Wybranką została Anna Kołtowska. Trzy lata później została jednak wysłana przez Iwana do monasteru, gdzie miała dokonać swoich dni.
Sam natomiast żył ze swoimi kochankami. Początkowo była to Anna Wasilszczykowa, zastąpiona przez Wasylisę Mielentiewą.
Po nieudanych zalotach do Katarzyny Jagiellonki, siostry króla Zygmunta Augusta oraz Elżbiety I, królowej Anglii, siódmą żoną została Maria Nagoj w 1580 roku – urodziła syna Dymitra. Przeżyła swojego męża.